# 구시로촌 (오카야마현)
구시로촌(久代村)은 일본 오카야마현 기비군에 있던 촌이다. 현재의 소자시의 일부에 해당한다.

## 역사
- 1889년 6월 1일 - 정촌제 시행에 의해 가토군 구시로촌이 발족하였다.
- 1900년 4월 1일 - 군의 통합에 의해 기비군에 소속되었다.
- 1954년 3월 1일 - 기비군 소자정, 하다촌·신폰촌·야마다촌·이케다촌·아조촌, 쓰쿠보군 도키와촌과 합병해 소자시가 발족, 동일 구시로촌은 폐지되었다.

## 참고문헌
- 角川日本地名大辞典 33 岡山県
- 『市町村名変遷辞典』東京堂出版、1990年。